# Romanser og ballader af A. Munch
Romanser og ballader af A. Munch opus 9 is een liederenbundel gecomponeerd door Edvard Grieg.
Grieg selecteerde voor deze bundel vier op muziek gezette gedichten van Andreas Munch, de eerste Noorse gedichten waar hij muziek bij schreef, zowel in Rome als Kopenhagen. De liederen stammen uit 1866; Solnedgang is van een eerdere datum (1863). De bundel is opgedragen aan pianiste Erika Lie en werd in december 1886 uitgegeven door Hornemans & Erslev.
Grieg en Munch ontmoetten elkaar bij de Scandinavische Vereniging in Rome. Udfarten kan niet los gezien worden van de geboorte van een tweeling binnen de familie Munch, waarbij zowel vrouw en de twee kinderen overleden. In het gedicht beschrijft Munch het vertrek van een schip waarop hij en zijn vrouw hand in hand het leven invaren; het keerpunt volgt aan het slot; ze wisten niet dat zij even later begraven werd ("under muld med hviden kind").  
De vier liederen:
- Harpen (Harp)
- Vuggesang (Wiegelied)
- Solnedgang (Zonsondergang)
- Udfarten (Uitvaart (van schip))

In manuscriptvorm werden nog twee gedichten opgenomen van Hans Christian Andersen, maar deze werden pas later in Romanser op 16 opgenomen.